# Pahar Ganj
Pahar Ganj es  una ciudad censal situada en el distrito de Ayodhya en el estado de Uttar Pradesh (India). Su población es de 7019 habitantes (2011). 

## Demografía
Según el  censo de 2011 la población de Pahar Ganj era de 7019 habitantes, de los cuales 3713 eran hombres y 3306 eran mujeres. Pahar Ganj tiene una tasa media de alfabetización del 86,95%, superior a la media estatal del 67,68%: la alfabetización masculina es del 91,63%, y la alfabetización femenina del 81,71%.